# Wii Fit Plus
Wii Fit Plus é um jogo eletrónico de atividade física para o console Nintendo Wii. É uma versão melhorada de Wii Fit e foi publicada no dia 2 de Junho de 2009. As atividades estão agrupadas em quatro grupos: Yoga, treinamento muscular, aeróbica, exercícios de equilíbrio e Treinamento Plus(último apenas para Wii Fit Plus). A maioria dos exercícios de equilíbrio pode-se utilizar o seu personagem Mii. Pode fazer rotinas personalizadas para metas especificas, contar as calorias, jogar em conjunto, exercitar o corpo e a mente e ainda focar-se nas suas propriedades de fitness, treinar num período definido de tempo e criar e guardar os seus exercícios.